# Kashima (Ibaraki)
Kashima (鹿嶋市 -shi) é uma cidade japonesa localizada na província de Ibaraki.
Em 2020, a cidade tinha uma população estimada em 67.197 habitantes em 28.873 domicílios e uma densidade populacional de 634 h/km². A área total da cidade é de 106,02 km².
Kashima é a casa do Kashima Antlers da J. League. Seu estádio de futebol, o Kashima Soccer Stadium, foi usado durante a Copa do Mundo FIFA de 2002. A cidade também é o local do Santuário de Kashima, um dos mais antigos santuários xintoístas do leste do Japão, e considerado o berço de muitos estilos influentes da esgrima japonesa (Kenjutsu).
Recebeu o estatuto de cidade em 1 de setembro de 1995.

## Geografia
Kashima está localizada no sudeste da província de Ibaraki, margeada pelo Oceano Pacífico a leste e pelo Lago Kitaura a oeste, com uma largura inferior a 10 quilômetros de leste a oeste. Fica aproximadamente 110 quilômetros a nordeste de Tóquio.

## Municípios vizinhos

### Prefeitura de Ibaraki
- Itako
- Kamisu
- Namegata
- Hokota

## Clima
Kashima tem um clima continental úmido (Köppen Cfa) caracterizado por verões quentes e invernos frios com neve leve. A temperatura média anual em Kashima é de 14,2 °C. A média anual de chuvas é de 1458 mm com setembro como o mês mais úmido. As temperaturas são mais altas em média em agosto, em torno de 25,5 °C, e as mais baixas em janeiro, em torno de 3,8 °C.

## História
Kashima foi desenvolvida a partir do período Nara juntamente com a ichinomiya da província de Hitachi, Santuário de Kashima. Após a Restauração Meiji, a cidade de Kashima foi estabelecida com a criação do moderno sistema de municípios em 1 de abril de 1889 dentro do distrito de Kashima. Em 1954, Kashima se anexou com as aldeias vizinhas de Takamatsu, Toyosu, Toyosato e Namino. Kashima fundiu-se com a vila de Ono em 1 de setembro de 1995 e foi elevado ao status de cidade.

## Economia
Kashima é a cidade central da Zona Industrial de Kashima, e possui um grande parque industrial com cerca de 1500 fábricas, especialmente petroquímicas e siderúrgicas. O governo japonês criou esta zona em 1963, e o desenvolvimento foi concluído em 1973. A agricultura e a pesca comercial também desempenham um papel na economia local.

## Transporte

### Ferrovias
- JR East - Linha Kashima
- Kashima Rinkai Linha Ferroviária Ōarai Kashima

### Rodovias
- Rota Nacional 51
- Rota Nacional 124

### Portos
- Porto de Kashima

## Galeria de Imagens

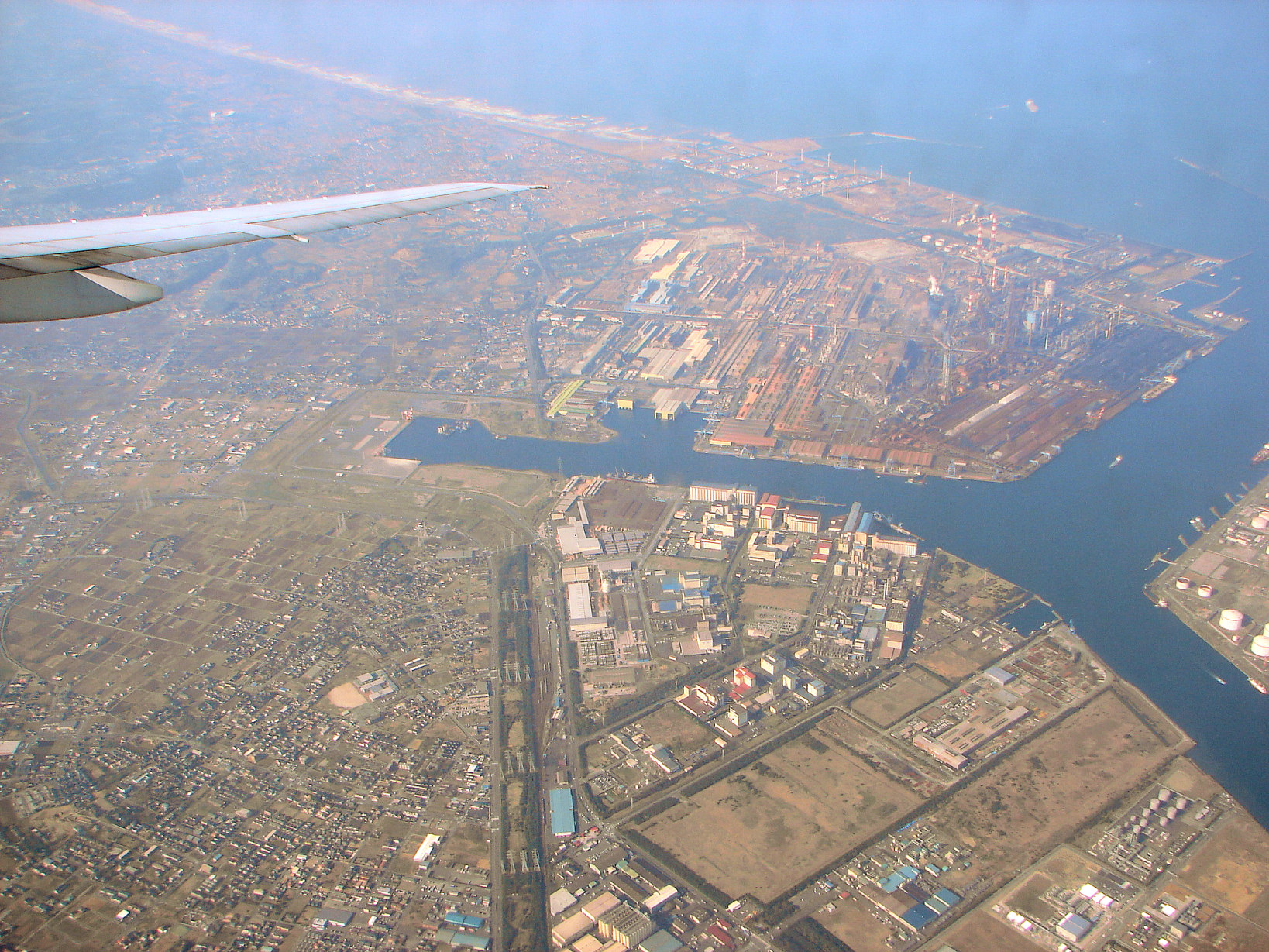
Vista aérea do Porto de Kashima com Kamisu em primeiro plano
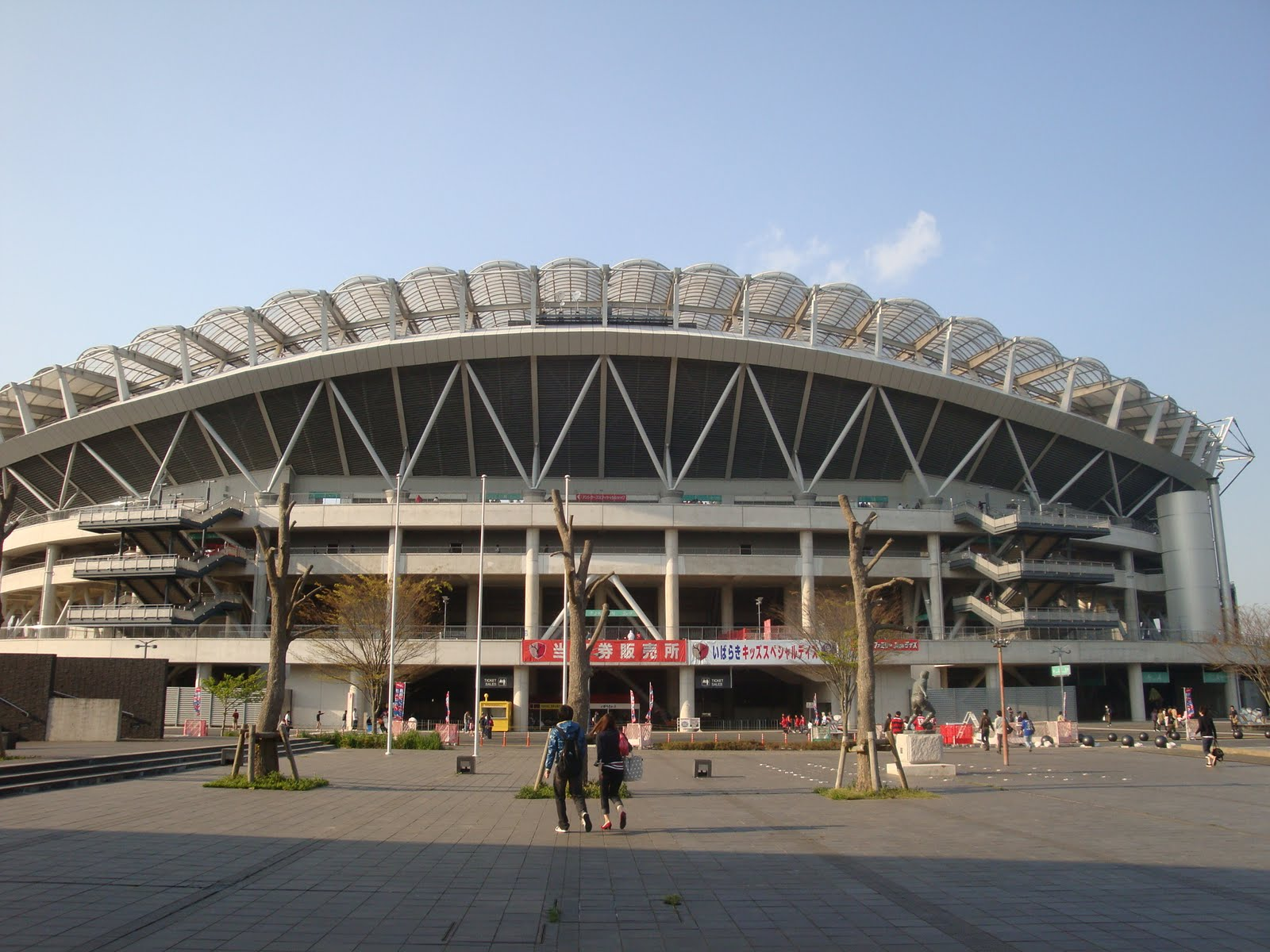
Kashima Soccer Stadium
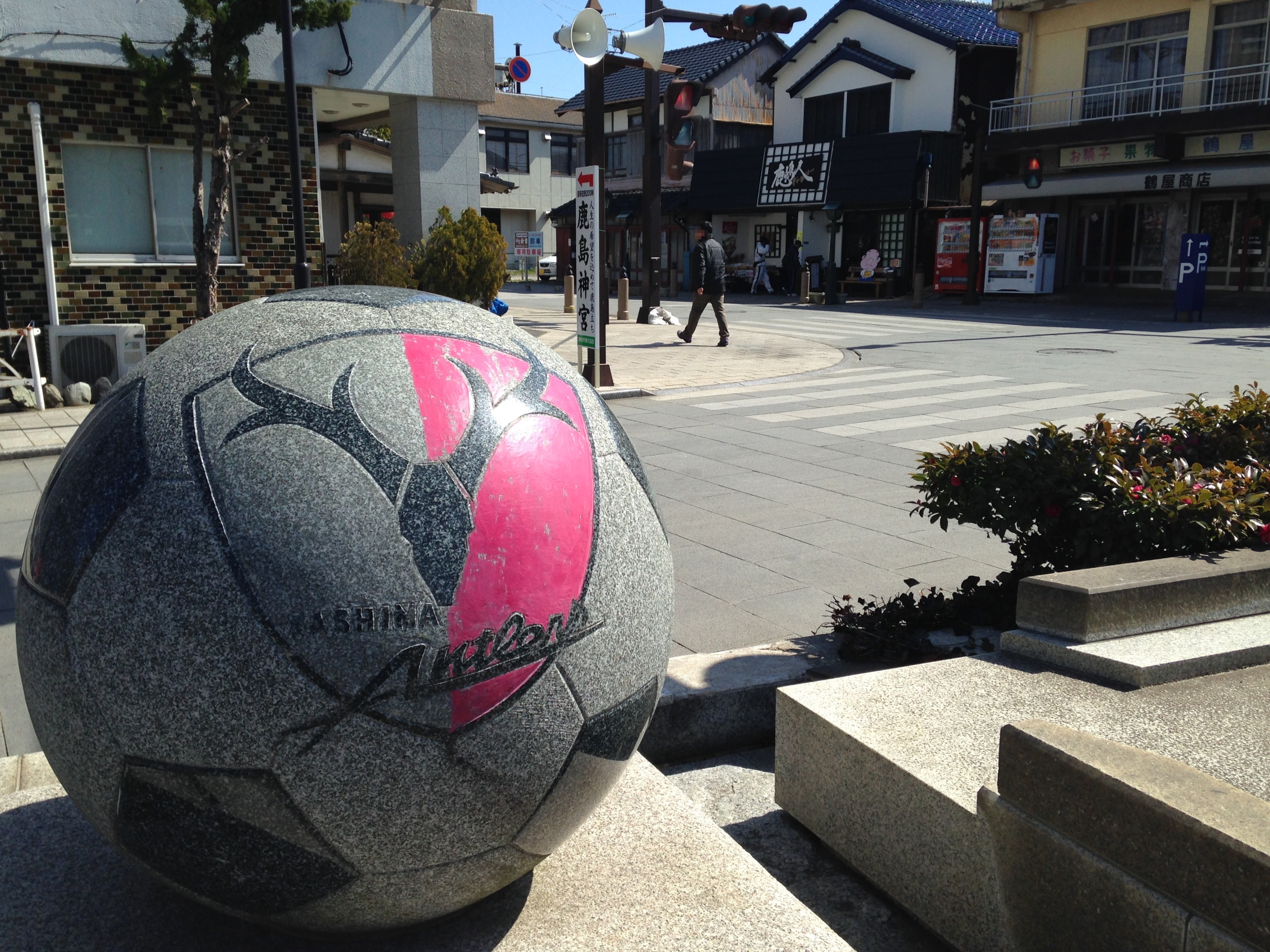
Monumento ao Kashima Antlers perto do Santuário de Kashima.
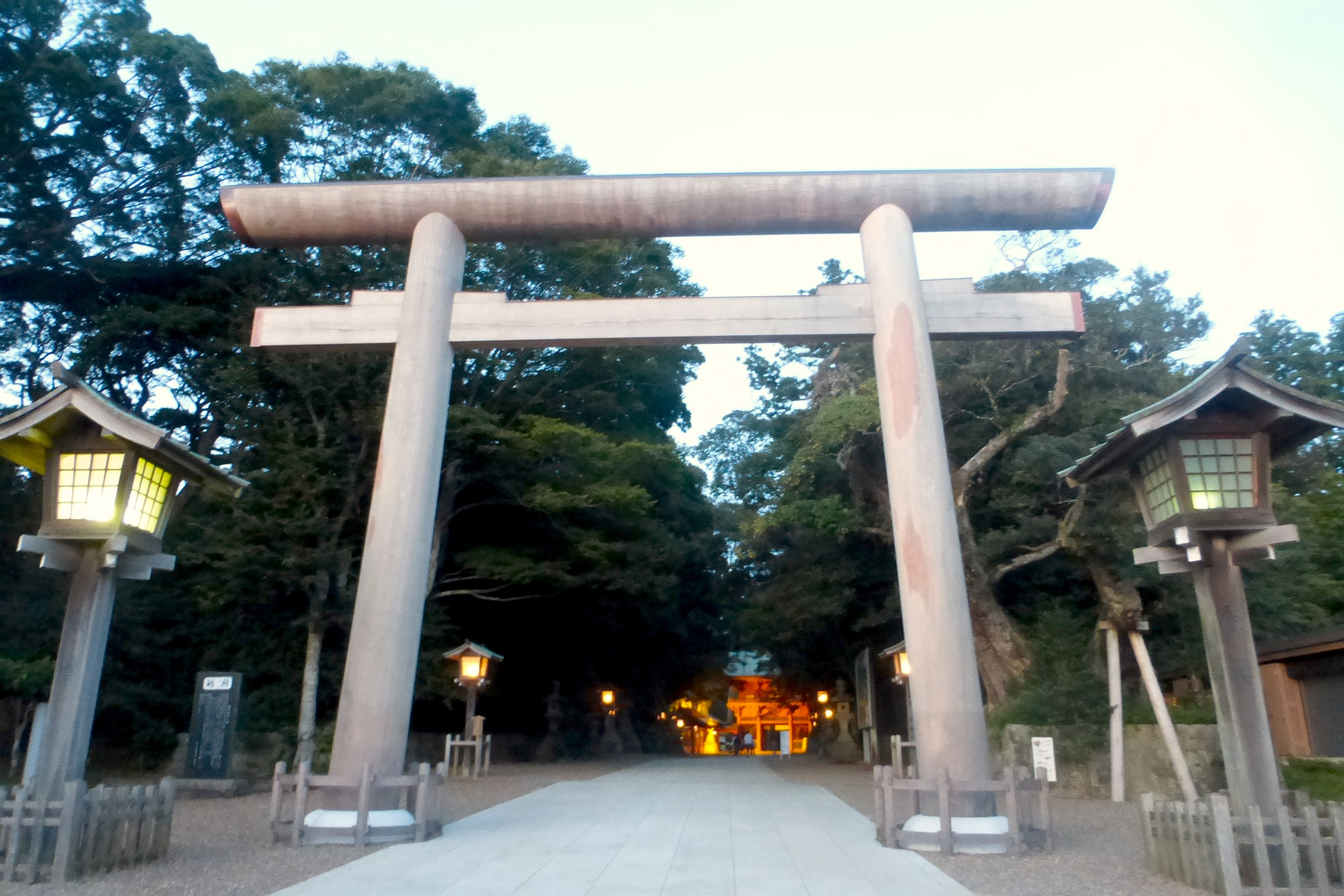
Torii na entrada de Santuário Kashima
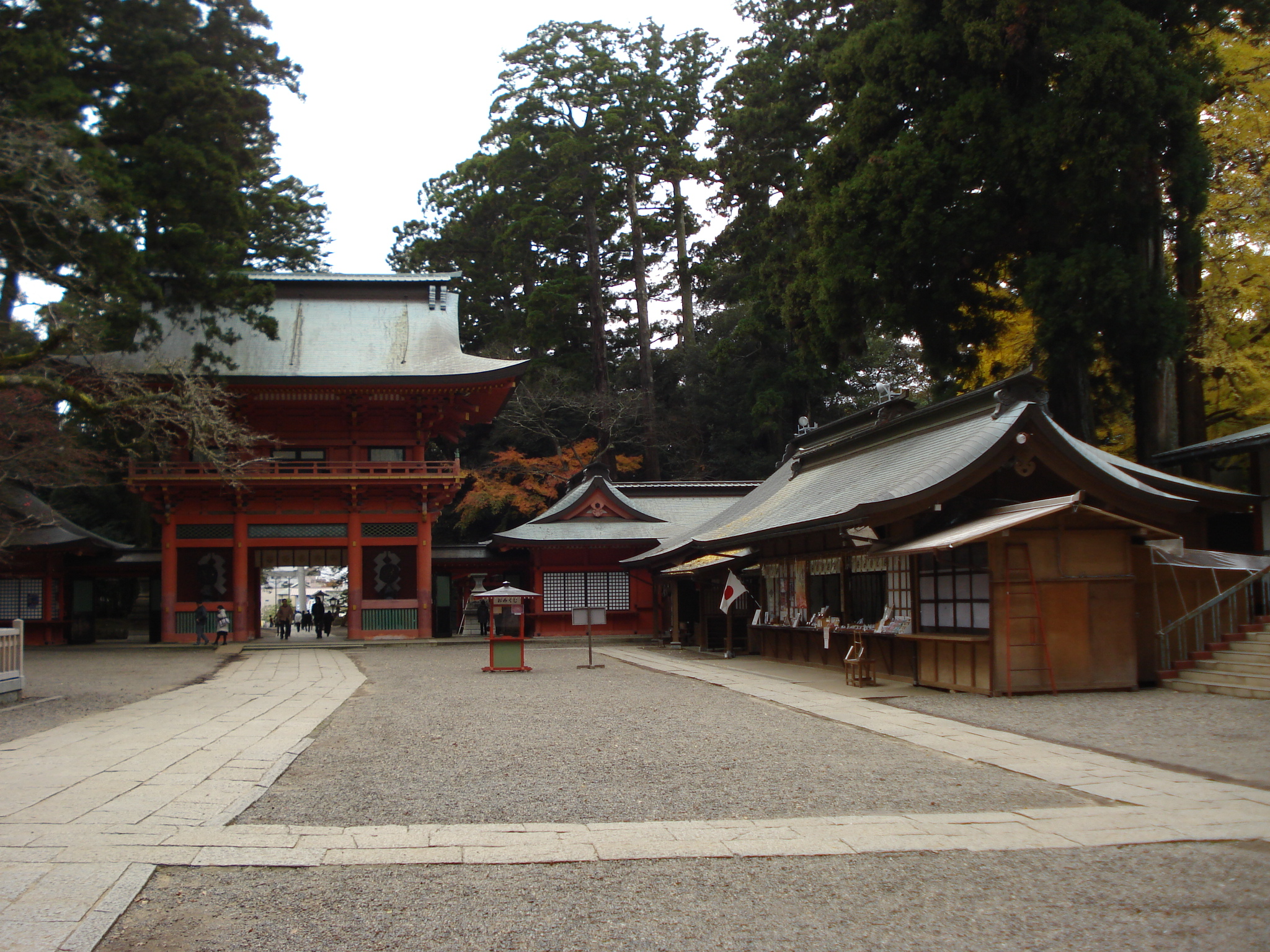
Santuário Kashima